# Виноградов, Павел Семёнович
Павел Семёнович Виноградов (18 декабря 1901, деревня Сувидово, Тверская губерния — октябрь 1942, пропал без вести на Волховском фронте) — советский военный деятель, полковник (1938 год).

## Биография
Павел Семёнович Виноградов родился 18 декабря 1901 года в деревне Сувидово Тверской губернии.

### Гражданская война
В марте 1919 года был призван в ряды РККА, после чего в должности командира взвода курсантов принимал участие в боевых действиях на Северном Кавказе.

### Межвоенное время
В 1921 году закончил Московские пехотные командные курсы, а в 1924 году — окружные повторные курсы среднего комсостава, после чего служил на должностях командира батальона, помощника начальника штаба стрелкового полка и начальника полковой школы.
По окончании курсов усовершенствования командного состава по разведке в апреле 1929 года Виноградов был назначен на должность помощника начальника оперативной части штаба дислоцированной в Каменске 13-й Дагестанской стрелковой дивизии (Северо-Кавказский военный округ), в мае 1931 года — на должность начальника штаба 37-го стрелкового полка, а в январе 1932 года — на должность начальника 1-й части штаба 94-й стрелковой дивизии (ОКДВА, Сибирский военный округ).
В апреле 1933 года Виноградов был направлен на учёбу в Военную академию имени М. В. Фрунзе, по окончании которой с марта 1936 года находился в распоряжении Разведывательного управления РККА и в октябре 1938 года был назначен на должность помощника командира 6-й стрелковой дивизии (Орловский военный округ), в августе 1939 года — на должность преподавателя кафедры общей тактики Военной академии имени М. В. Фрунзе, в январе 1941 года — на должность преподавателя Высшей спецшколы Генштаба, а в марте 1941 года — на должность начальника штаба 46-го стрелкового корпуса (Харьковский военный округ).

### Великая Отечественная война
В начале Великой Отечественной войны назначен на должность начальника штаба 25-го стрелкового корпуса, входившего в состав 19-й армии, находившейся в резерве Ставки ВГК, а в начале июля 1941 года переданной Западному фронту, в составе которого вступил в тяжёлые боевые действия во фронтовом контрударе в районе Витебска в ходе Смоленского сражения. Во второй половине июля противник, прорвав оборону армии, окружил корпус западнее Смоленска. С 17 июля полковник Виноградов временно командовал корпусом вместо пропавшего без вести генерал-майора С. М. Честохвалова. Корпус под его командованием принимал участие в боевых действиях в ходе Смоленского сражения. 22 июля корпус был выведен в резерв Западного, а затем Юго-Западного фронтов, а 25 августа — расформирован. По донесению Главного военного прокурора В. И. Носова на имя Л. З. Мехлиса от 27 сентября 1941 года об обстоятельствах разгрома 25 ск, полковник Виноградов при нахождении в окружении неоднократно проявлял трусость, в итоге вообще бросил войска и вышел через линию фронта только с своим шофером, за что его предлагалось отдать под суд военного трибунала.
В сентябре 1941 года назначен на должность командира 292-й стрелковой дивизии, занимавшей оборону на восточном берегу Волхова, которая сдерживала наступление немцев на Тихвин и была рассечена на две отдельные группы. Полковник П. С. Виноградов затем возглавлял одну из этих групп — группу Виноградова, которая с тяжелыми боями отступала на северо-восток и к 3 ноября 1941 года остатками сил сосредоточилась в 2 км юго-западнее Тихвина. Затем П. С. Виноградов, после ранения командира 191-й стрелковой дивизии полковника Лукьянова, вступил во временное командование этой дивизией. За мужество, храбрость и умелое руководство боем полковник Павел Семёнович Виноградов был награждён орденом Ленина.
В декабре 1941 года был назначен на должность начальника штаба 4-й армии, а в марте 1942 года — на должность начальника штаба 2-й ударной армии. В мае 1942 года был назначен на должность заместителя начальника штаба Волховского фронта.
В октябре 1942 года полковник П. С. Виноградов, находясь в боевых порядках частей фронта, пропал без вести. По другим данным, сведения о пропаже без вести в октябре — это отражение факта в документах, а фактически это случилось намного ранее. В должность заместителя начальника штаба Волховского фронта П. С. Виноградов не вступал, поскольку весной и в начале лета 1942 года находился в кольце окружения 2-й ударной армии. Во время неудачной операции по выводу из окружения 2-й ударной армии он находился в кольце окружения армии вместе с штабом армии и погиб между 26 и 30 июня, когда организованное сопротивление в «котле» прекратилось. Фамилия Виноградова не упоминалась в числе других взятых в плен высокопоставленных офицеров армии по их сводкам, также не обнаружено сведение об его плене и в трофейных документах; скорее всего, в эти дни он погиб или застрелился во избежание плена.

## Награды
- Орден Ленина (17.12.1941);
- Орден Красной Звезды (14.03.1938);
- Медаль «XX лет Рабоче-Крестьянской Красной Армии» (1938)